# Расмус Біркеланд
Расмус Біркеланд (норв. Rasmus Birkeland, 14 квітня 1888 — 12 грудня 1972) — норвезький яхтсмен.
Олімпійський чемпіон 1920 року в класі 12 метрів (за правилами 1907 року).